# Garment District
El Distrito Garment o Garment District, también conocido como Garment Center, Fashion District (Distrito de la Moda), o Fashion Center, es un barrio de la Ciudad de Nueva York ubicado en el borough de Manhattan, localizado entre la Quinta Avenida y la Novena Avenida y de la Calle 34 a la Calle 42. El barrio ha sido conocido desde los inicios del siglo XX por ser un centro del vestir en los Estados Unidos.
El Garment District es el centro de modas de la ciudad de Nueva York. El distrito limita en un extremo oeste con el Centro de Convenciones Javits, la Oficina Postal James Farley General, Penn Station, y el Madison Square Garden en el centro, y el Edificio Empire State en el este. El barrio acoge un sinnúmero de almacenes y tiendas de la industria textil.

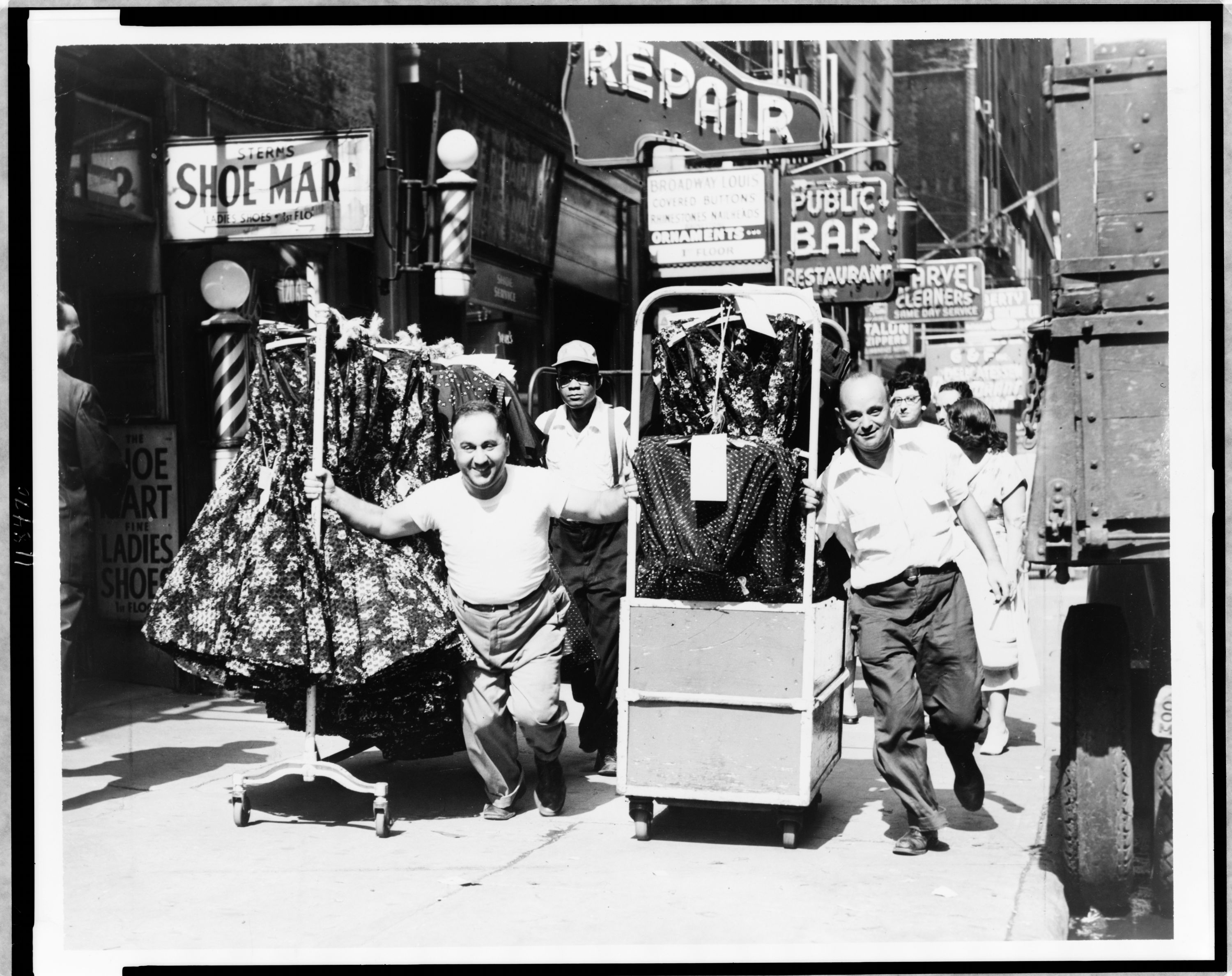
Hombres halando pacas de ropa en una acera atestada en Garment District (1955).

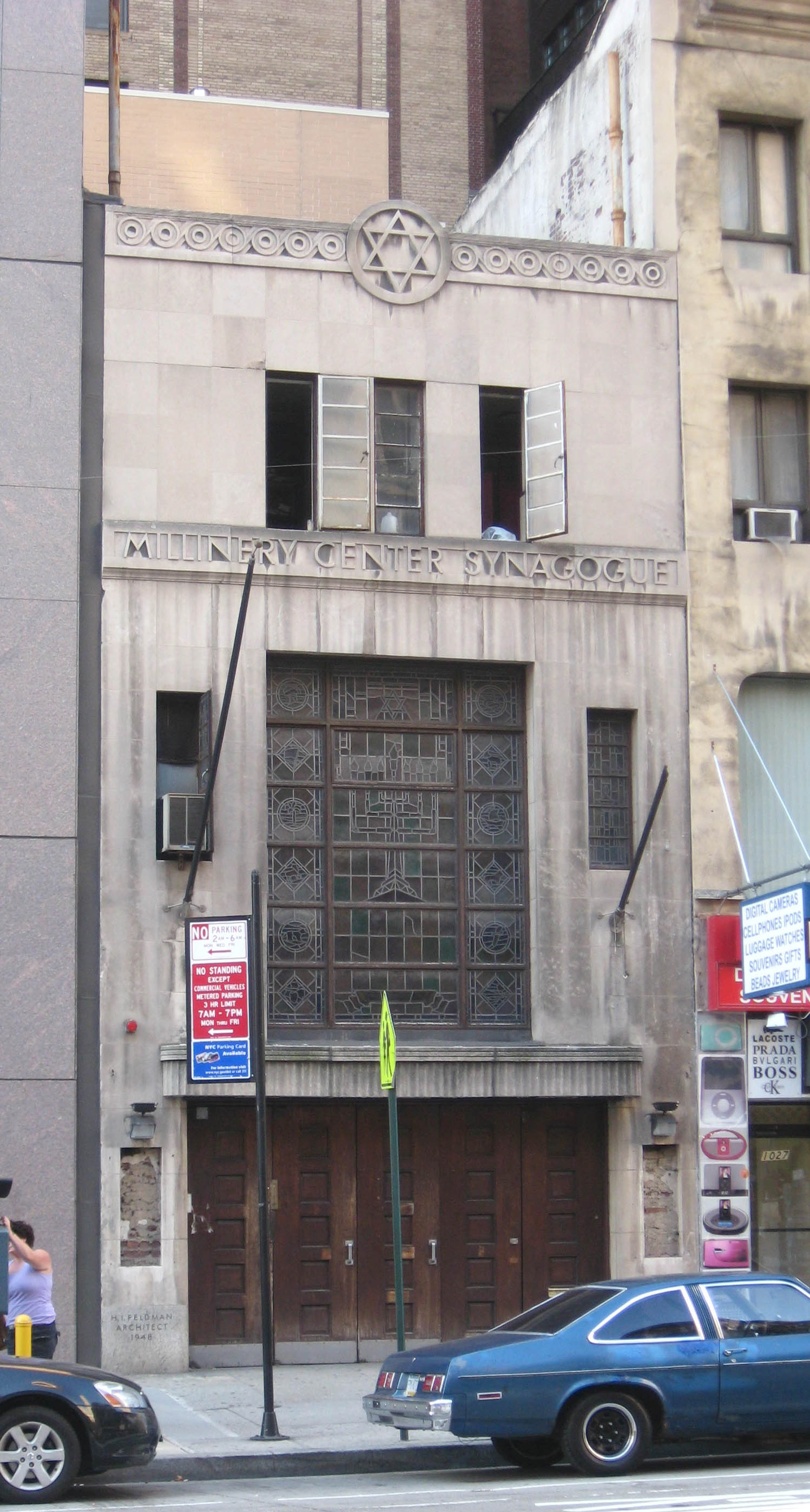
Sinagoga en Millinery District.

## Rol en la moda
Nueva York es la capital de la moda de los Estados Unidos, generando más de $14 mil millones anualmente, e imponiendo estilos de moda a nivel mundial. La industria sostiene a decenas de miles de puestos de trabajo en la ciudad, y aporta cientos de millones de dólares a Nueva York a través de conferencias, exposiciones, la Semana de la Moda de Nueva York y el turismo. La industria de la moda es el principal contribuyente al sector manufacturero de la ciudad. El Garment District se encuentra en el centro de esta industria de miles de millones de dólares en ropa. Una tercera parte de toda la ropa fabricada en los EE. UU. es diseñada y producida en este vecindario. Muchos de los fabricantes de ropa mantienen almacenes abiertos para el público.

Nueva York es hogar de los diseñadores de moda estadounidenses más talentosos del mundo de la moda. Desde los diseñadores más famosos de la industria a sus empresarios más prometedores, los responsables de la moda tienen sus negocios aquí, aprovechando los recursos ilimitados de la ciudad. Óscar de la Renta, Calvin Klein, Donna Karan, Liz Claiborne y Nicole Miller, por nombrar algunos, se encuentran en el Garment District.

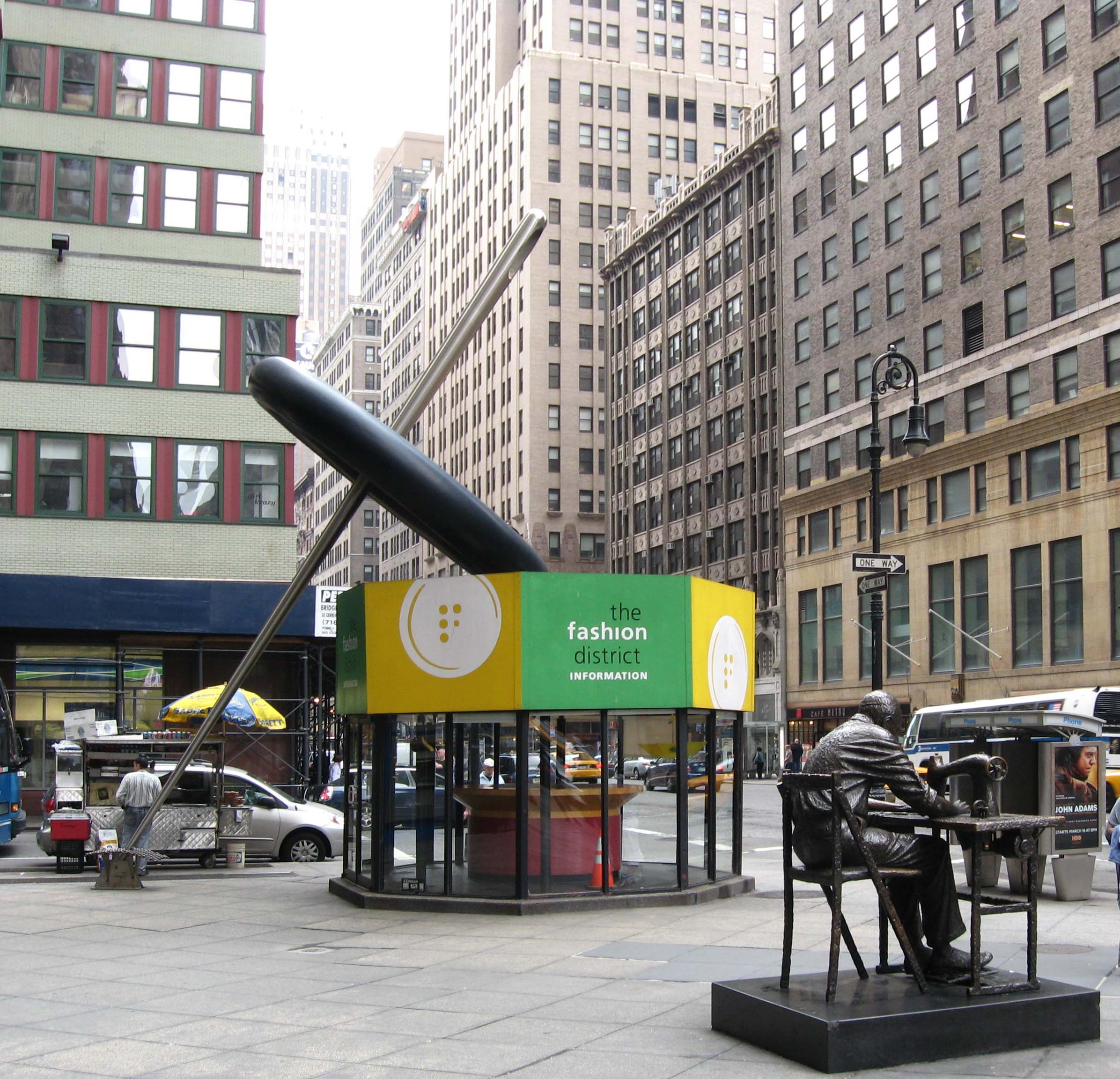
Kiosko de información.

## Transporte
El Garment District tiene mucho acceso al transporte público. Dentro del distrito se encuentra la Estación Pensilvania y Grand Central Terminal donde se encuentra el New Jersey Transit, Amtrak, LIRR (Ferrocarril de Long Island) y el Ferrocarril Metro North. 